# الحوراء (أملج)
الحوراء، ميناء تاريخي قديم يقع على بعد عشرة كيلومترات شمال مدينة أملج على الشريط الساحلي، وكان في القرون الهجرية الأولى ميناء للمدن الداخلية الواقعة خلفها في منطقة وادي القرى وفي حرة خيبر، تمتد البقايا الأثرية بموقع الحوراء على مساحة كبيرة، وتم الكشف عن جزء منزل مبني من الحجر يعود تاريخه إلى القرن الهجري الرابع وبداية القرن الخامس.

## نظرة عامة
كانت الحوراء ميناء ومحطة بين الوجه وينبع، لها شهرة كبيرة حيث تكرر ذكرها في كتب المعاجم والرحلات ومنازل الحج، وكانت من أهم منازل الطريق الساحلي للحجاج المصريين، وكانت لها علاقة تجارية مع الموانيء الأخرى على ساحل البحر الأحمر، وكانت الحوراء في القرون الهجرية الأولى ميناء للمدن الداخلية الواقعة خلفها في وادي القرى وحرة خيبر، لذلك عرفت في بعض المصادر ب(ساحل وادي القرى)، وقد اكتشفت آثار مدينة وميناء الحوراء على مسافة عشرة كيلومترات من مدينة أملج.
يقول المؤرخ حمد الجاسر:
| الحوراء (أملج) | الحوراء ميناء لها شهرة تاريخية قديمًا، تقع على بحر القلزم (البحر الأحمر) شمال ينبع وجنوب الوجه، ولها ذكر كثير في كتب الرحلات لوقوعها في طريق الحج الساحلي، وكانت معروفة إلى أول القرن الرابع عشر فحل محلها ميناء أملج | الحوراء (أملج) |

## آثار الحوراء
تمتد البقايا الأثرية بموقع الحوراء على مساحة كبيرة، حيث كُشف فيها عن جزء من منزل مبني بالحجر الجيري يرجع تاريخه إلى القرن الهجري الرابع وبداية الخامس، وفي أحد غرف المنزل تم العثور على أرضية مبلطة ببلاطات من الأجر، وعليها زخارف كتابية ونباتية تُزين باب الغرفة ونوافذها من الداخل، وفي الممر المؤدي للغرفة نفسها تم العثور على رحى لطحن الحبوب في موضعها الأصلي حين استخدام المنزل.

## انظر ايضاً
- أملج

## وصلات خارجية
- الحوراء.. وكم في العيون من حورٍ.